# Шата
Шата — деревня в городском округе Сухой Лог Свердловской области России. Основана в конце XVII века.

## Географическое положение
Деревня Шата расположена в трёх километрах к западу от города Сухого Лога, на берегу реки Шаты — правого притока реки Пышмы. В деревне имеется пруд. В одном километре к востоку от деревни, на реке Шате, имеется водопад высотой 5 метров.

## Население
| 2002 | 2010 |
| ---- | ---- |
| 422  | ↗442 |